# Cristianização dos eslavos

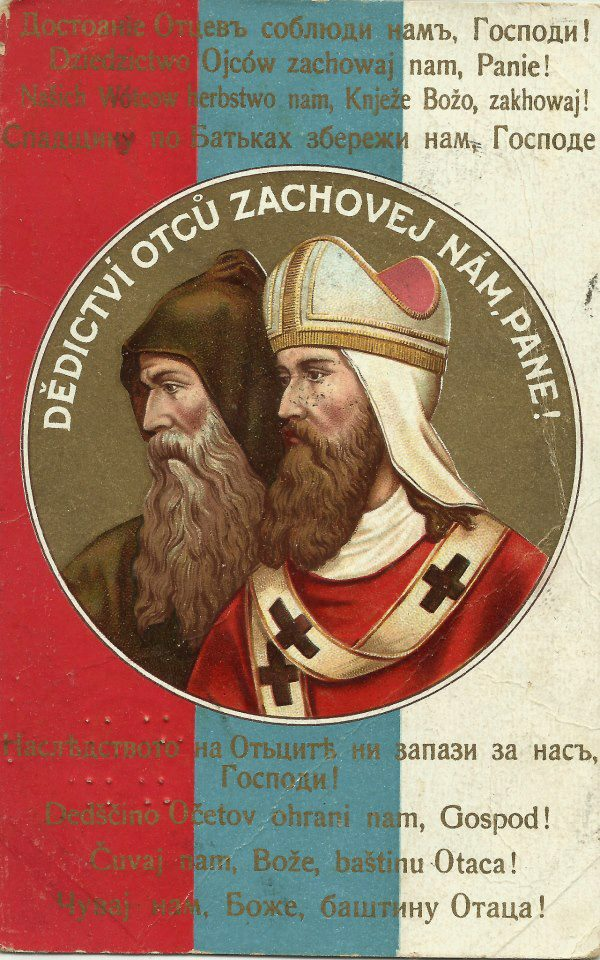
Cartão postal pan-eslavo representando os santos Cirilo e Metódio, os "Apóstolos dos Eslavos".

A Cristianização dos eslavos foi o processo de substituição das antigas práticas religiosas eslavas que ocorreu do século VII ao XII, embora tenha começado já no século VI. De um modo geral, os monarcas dos eslavos do sul adotaram o Cristianismo no século IX, os eslavos do leste no século X e os eslavos do oeste entre os séculos IX e XII. Os santos Cirilo e Metódio (fl. 860–885) são atribuídos como "apóstolos dos eslavos", tendo introduzido o rito bizantino-eslavo (liturgia eslava antiga) e o alfabeto glagolítico, o mais antigo alfabeto eslavo conhecido e base para o alfabeto cirílico antigo.
Os esforços missionários simultâneos para converter os eslavos pelo que mais tarde seria conhecido como a Igreja Católica de Roma e a Igreja Ortodoxa de Constantinopla levaram a um "segundo ponto de discórdia entre Roma e Constantinopla", especialmente na Bulgária (séculos IX-X). Este foi um dos muitos eventos que precederam o Cisma Leste-Oeste de 1054 e levaram à eventual divisão entre o Oriente grego e o Ocidente latino. Os eslavos ficaram assim divididos entre a Ortodoxia e o Catolicismo Romano. Intimamente ligado aos esforços missionários concorrentes da Igreja Romana e da Igreja Bizantina estava a disseminação das escritas latina e cirílica na Europa Oriental. A maioria dos eslavos ortodoxos adotou o cirílico, enquanto a maioria dos eslavos católicos adotou o latim, mas houve muitas exceções a esta regra geral. Em áreas onde ambas as Igrejas faziam proselitismo junto dos pagãos europeus, como o Grão-Ducado da Lituânia, o Ducado Croata e o Principado da Sérvia, surgiram misturas de línguas, escritas e alfabetos, e as linhas entre a cultura católica latina (Latinitas) e a cultura ortodoxa cirílica (Slavia Orthodoxa) tornaram-se turvas.

## Exemplos

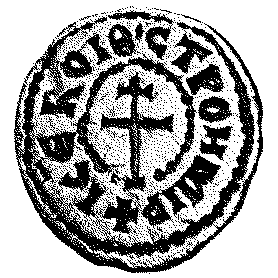
Selo do príncipe Estrímero da Sérvia, do final do século IX - um dos artefatos mais antigos sobre a cristianização dos eslavos.

- Cristianização da Bulgária (oficialmente em 864);
- Cristianização da Morávia (oficialmente após 863);
- Cristianização dos Sérvios (considerados cristãos por volta de 870);[5]
- Cristianização do Ducado da Croácia (879);
- Cristianização da Boêmia (884);
- Cristianização da Polônia (966);
- Cristianização da Rus' de Kiev (988);
- Cristianização da Pomerânia (1124).